# Anoplotettix etnensis
Anoplotettix etnensis är en insektsart som beskrevs av Wagner 1959. Anoplotettix etnensis ingår i släktet Anoplotettix och familjen dvärgstritar. Inga underarter finns listade i Catalogue of Life.